# TMEM256
TMEM256 (англ. Transmembrane protein 256) – білок, який кодується однойменним геном, розташованим у людей на 17-й хромосомі. Довжина поліпептидного ланцюга білка становить 113 амінокислот, а молекулярна маса — 11 742.
| 10         |  | 20         |  | 30         |  | 40         |  | 50         |
| ---------- |  | ---------- |  | ---------- |  | ---------- |  | ---------- |
| MAGPAAAFRR |  | LGALSGAAAL |  | GFASYGAHGA |  | QFPDAYGKEL |  | FDKANKHHFL |
| HSLALLGVPH |  | CRKPLWAGLL |  | LASGTTLFCT |  | SFYYQALSGD |  | PSIQTLAPAG |
| GTLLLLGWLA |  | LAL        |  |            |  |            |  |            |

A: Аланін

C: Цистеїн

D: Аспарагінова кислота

E: Глутамінова кислота

F: Фенілаланін

G: Гліцин

H: Гістидин

I: Ізолейцин

K: Лізин

L: Лейцин

M: Метіонін

N: Аспарагін

P: Пролін

Q: Глутамін

R: Аргінін

S: Серин

T: Треонін

V: Валін

W: Триптофан

Задіяний у такому біологічному процесі, як ацетилювання. 
Локалізований у мембрані.